# 程光旭
程光旭（1960年6月10日—），男，汉族，中华人民共和国学者，曾任陕西师范大学校长，陕西师范大学党委书记。

## 生平
1993年在西安交通大学获得固体力学专业博士学位。
2009年1月任西安交通大学副校长。2014年5月23日至2018年1月任陕西师范大学校长。2018年1月至2020年10月，任陕西师范大学党委书记。